# Hendrik Wielenga
Hendrik Wielenga (Menaldum, 24 februari 1904 - Waalsdorpervlakte, 13 maart 1941) was een Nederlandse verzetsstrijder tijdens de Tweede Wereldoorlog.
Hendrik werd geboren te Menaldum, zoon van timmerman Pieter Wielenga en Jeltje Alkema. Wielenga was laborant/elektrotechnicus in Delft en gehuwd met Catharina Johanna Ouwersloot. Hij sloot zich aan bij de Geuzengroep rond Bernardus IJzerdraat, en was leider van de Geuzen in Delft.
Na zijn arrestatie tot zijn dood zat Wielenga vast in het Huis van Bewaring in Scheveningen ('Oranjehotel'). Hij was een van de veroordeelden uit het Geuzenproces. Hij werd ter dood veroordeeld en op 13 maart 1941 gefusilleerd op de Waalsdorpervlakte. 
Hendrik Wielenga is een van de achttien in het gedicht Het lied der achttien dooden van Jan Campert. 
Wielenga is herbegraven op de gemeentelijke begraafplaats Jaffa te Delft, grafnummer 259.
In Schiedam en Delft zijn straten naar hem vernoemd.